# 1987 UV1
1987 UV1 är en asteroid i huvudbältet som upptäcktes den 25 oktober 1987 av de båda japanska astronomerna Seiji Ueda och Hiroshi Kaneda i Kushiro.